# Enric Garriga Trullols
Enric Garriga Trullols (Barcelone, 21 mai 1926 - 17 novembre 2011) est un militant catalaniste et occitaniste. Il a été secrétaire du CAOC, tout en étant aussi président de IPECC pendant longtemps. Il s'est efforcé de faire connaître la réalité occitane en Catalogne et il a favorisé les échanges entre les deux cultures.

## Biographie

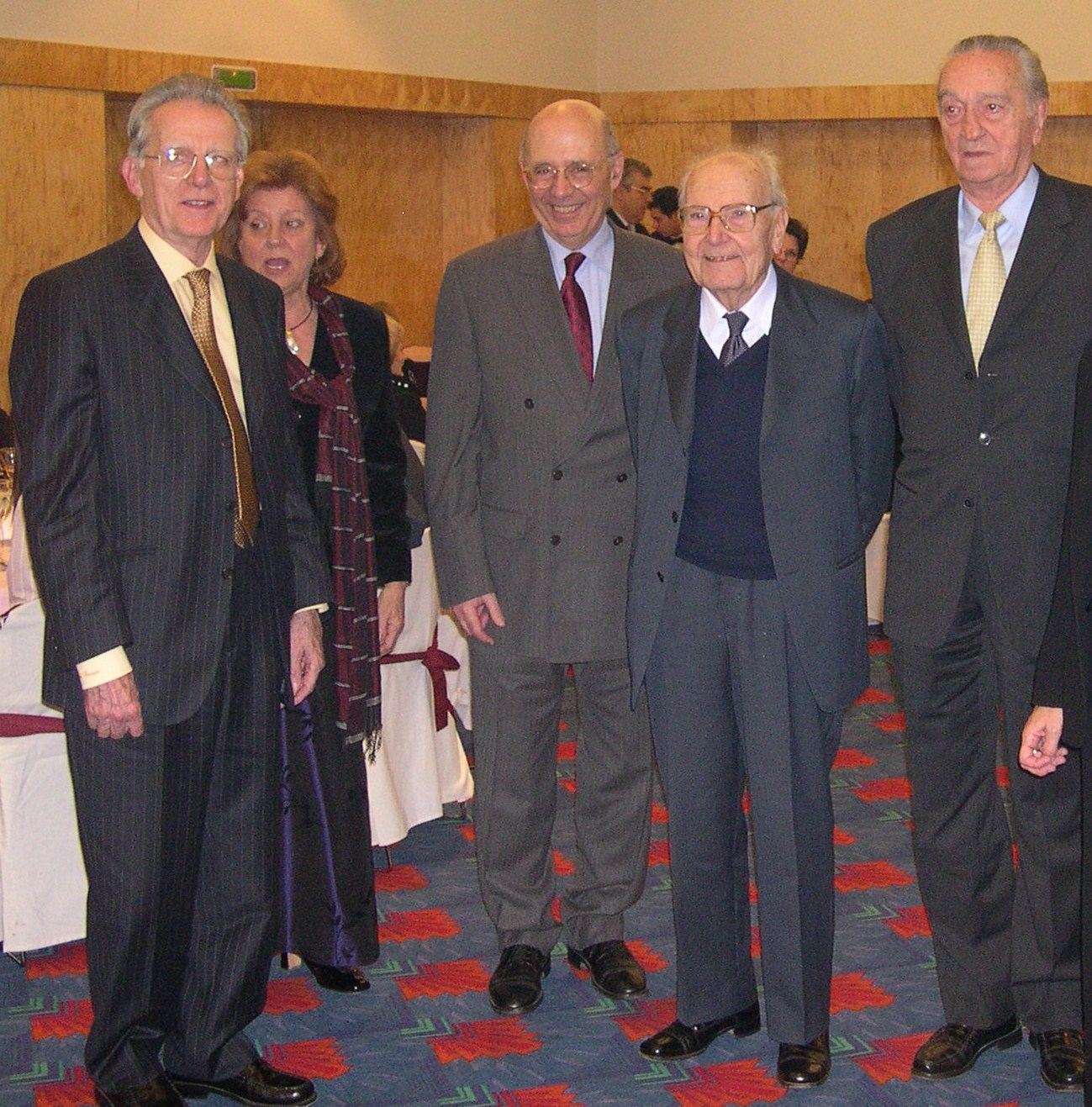
Enric Garriga Trullols (à gauche), avec son épouse Núria Bayó et les ex-présidents du Parlement de Catalogne Joan Rigol, Heribert Barrera et Joaquim Xicoy.

Garriga Trullols s'est consacré jeune à défendre les peuples catalans et occitans. Dans le but d'arriver un jour à l'indépendance de la Catalogne, il a collaboré continuellement avec les chefs de tous les partis nationalistes et souverainistes catalans. Il a participé activement à plusieurs forums et plates-formes civiques, pour atteindre une unité et faire avancer l'indépendantisme catalan.

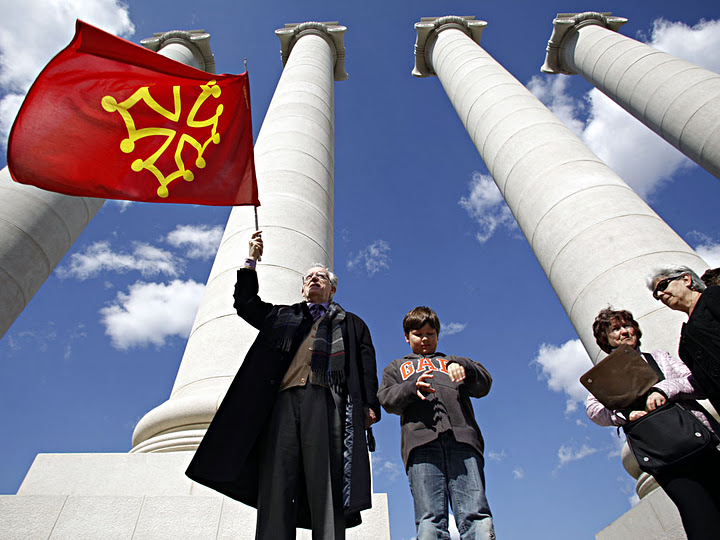
Enric Garriga Trullols brandissant le drapeau occitan le jour de l'inauguration des 4 colonnes catalanes (reconstituées) de Puig i Cadafalch à Montjuïc, le 27 février 2011

Ingénieur chimiste de formation, Enric Garriga a travaillé au Departament d'Indústria de la Généralité de Catalogne, jusqu'à sa retraite. En 1973, l'Òmnium Cultural lui a donné le certificat d'aptitude pour l'enseignement du catalan. Dans les années 1974-1976, il a été un militant du Partit Popular de Catalunya, un parti catalaniste. Garriga Trullols a participé au Congrès de la culture catalane qui s'est tenu de 1975 à 1977, et pour lequel il a travaillé dans la domaine des relations extérieures. En 1978, il a fondé avec d'autres militants l'Institut de Projecció Exterior de la Cultura Catalana. Il en a été le président à partir de 1997. En s'appuyant sur cette institution, il a œuvré à promouvoir à un niveau international la culture catalane, par des actions diverses, telles que la création de Prix Josep Maria Batista et Roca, en suscitant la construction de monuments aux personnalités catalanes en Argentine, Allemagne ou Belgique et en organisant des voyages pour établir des échanges et faire connaître la culture catalane.
En 1977, il a été l'un des fondateurs du Cercle d'Afrairament Occitanocatalan (CADC), une association dont le but est d'encourager les relations entre les cultures et les villes occitanes et catalanes. Avec le CAOC, Garriga Trullols, qui était membre de l'Institut d'études occitanes, est l'un des promoteurs des cours de la langue occitane qui se déroulent à Barcelone. Il est intervenaient au Parlement de Catalogne pour faire approuver la loi sur le statut de l'aranais le 22 septembre 2010.
En 1992, il est nommé membre associé du Félibrige.